# کوت نجابت
کوت نجابت (به انگلیسی: Kot Nijabat) یک شهرک در پاکستان است که در چنیوت، پاکستان واقع شده‌است.